# Шуйцы
Шуйцы (кит. упр. 水族, пиньинь Shuǐ Zú, также суй, айсуй (самоназвание), старые названия — шуйцзя, шуймяо) — кам-суйский народ в Китае, проживающий, преимущественно, в провинции Гуйчжоу (Саньду-Шуйский АУ, уезд Либо), а также небольшие группы в Гуанси-Чжуанском АР (в основном в уезде Наньдань, св. 10 тыс.) и на северо-востоке Юньнани. Численность согласно переписи 2000 года — 406 902 человека. Также, около 120 человек проживают во Вьетнаме (согласно SIL International). Входят в 56 официальных этнических групп КНР.
Говорят на шуйском языке кам-суйской группы тай-кадайской семьи. Около половины владеют китайским языком как вторым, также распространён письменный китайский.
По вероисповеданию шуйцы — даосы, либо сохраняют традиционные верования.
Основное занятие — земледелие.